# Wenona
Wenona é uma cidade localizada no estado americano de Illinois, no Condado de Marshall.

## Demografia
Segundo o censo americano de 2000, a sua população era de 1065 habitantes.
Em 2006, foi estimada uma população de 1058, um decréscimo de 7 (-0.7%).

## Geografia
De acordo com o United States Census Bureau tem uma área de
1,7 km², dos quais 1,7 km² cobertos por terra e 0,0 km² cobertos por água. Wenona localiza-se a aproximadamente 217 m acima do nível do mar.

## Localidades na vizinhança
O diagrama seguinte representa as localidades num raio de 16 km ao redor de Wenona.